# Magyarhegymeg
Magyarhegymeg (szlovákul: Dolné Zahorany) község Szlovákiában, a Besztercebányai kerületben, a Rimaszombati járásban.

## Fekvése
Rimaszombattól közúton 12 km-re (de légvonalban csak 9 km-re), délnyugatra fekszik.

## Története
1341-ben "Hegmuky" néven említik először. 1427-ben már "Hegymeg" alakban szerepel. 1341-ben Ajnácskő tartozékaként a Széchy család birtoka volt. A 16. század végéig a falu birtokában kilenc nemesi család váltotta egymást. A község pecsétje 1744-ből származik. 1828-ban 38 házában 281 lakos élt, akik főként mezőgazdasággal foglalkoztak.
Vályi András szerint: "HEGYMEG. Magyar Hegymeg. Magyar falu Kis Hont Várm. földes Urai G. Betlehem Miklós, és B. Lusinszky Ferentz, lakosai katolikusok, fekszik Osgyán mellett, erdejek nintsen, legelője szűk, földgyei 3 nyomásban trágazás után jók, fuvarozással keresik élelmeket."
Fényes Elek szerint: "Magyar-Hegymeg, magyar falu, Gömör és Kis-Honth egyesült vmegyékben, Osgyán szomszédságában; 252 kath. lak., dombos, de meglehetős határral. F. u. többen. Ut. p. Rimaszombat."
Gömör-Kishont vármegye monográfiája szerint: "Magyarhegymeg, a nógrádi határ közelében fekvő magyar kisközség, 54 házzal és 277 róm. kath. vallású lakossal. Hajdan Ajnácskő vár tartozéka volt és a XV. század közepén Nógrádhoz tartozott. Akkoriban egyszerűen csak Hegymeg volt a neve. Később a gróf Bethlen család lett a földesura. A kath. templom 1884-ben épült. Ide tartoznak Rigó, Kishegymeg és Szibokor puszták is. A községnek postája és távírója Osgyán, vasúti állomása Rimaszombat."
A trianoni diktátumig területe Gömör-Kishont vármegye Rimaszombati járásához tartozott. 1938 és 1944 között ismét Magyarország része.

## Népessége
| Év:            | 1994. | 2004.   | 2014.   | 2024.   |
| -------------- | ----- | ------- | ------- | ------- |
| Emberek száma: | 218   | 208     | 189     | 175     |
| Eltérés:       |       | -4,58 % | -9,13 % | -7,40 % |

| Év:            | 2023. | 2024.   |
| -------------- | ----- | ------- |
| Emberek száma: | 174   | 175     |
| Eltérés:       |       | +0,57 % |

1910-ben 277-en, túlnyomórészt magyarok lakták.
2001-ben 206 lakosából 193 magyar.
2011-ben 196 lakosából 167 magyar és 21 szlovák.

## Nevezetességei
- Mihály arkangyal tiszteletére szentelt, római katolikus temploma 1885-ben épült késő klasszicista stílusban.

## Külső hivatkozások
- Községinfó
- Magyarhegymeg Szlovákia térképén
- E-obce.sk Archiválva 2006. december 1-i dátummal a Wayback Machine-ben
- Magyarhegymeg hivatalos oldala